# Jazz Inspiration Records
Jazz Inspiration Records is een Canadees platenlabel voor mainstream jazz. Het werd in 1991 opgericht door Arnold B. Schwisberg. Musici die op het label uitkwamen zijn het trio van Francois Bourassa, Brian Dickinson, Micheal Farquharson, 5after4, Jean-Francois Groulx, John Labelle, Lorne Lofsky, Greg Lowe, Mat Marucci, John Nugent, Trisha Pope, Stan Samole, Lenny Solomon, Brian Tarquin, en Dawn Thomson.